# I liga urugwajska w piłce nożnej (1979)
- Mistrz Urugwaju 1979: CA Peñarol
- Wicemistrz Urugwaju 1979: Club Nacional de Football
- Copa Libertadores 1980: Club Nacional de Football, Defensor Sporting
- Spadek do drugiej ligi: Liverpool Montevideo
- Awans z drugiej ligi: Miramar Montevideo, Progreso Montevideo

Mistrzostwa Urugwaju w roku 1979 rozgrywane według starego systemu, w którym wszystkie kluby grały ze sobą mecze każdy z każdym, u siebie i na wyjeździe, a o tytule mistrza i dalszej kolejności decydowała końcowa tabela. Miejsce w końcowej tabeli mistrzostw nie decydowało o prawie gry w międzynarodowych pucharach – o tym przesądzał oddzielny turniej zwany Liguilla Pre-Libertadores, rozegrany na koniec sezonu. Najlepszy klub w tym turnieju uzyskał prawo gry w Copa Libertadores 1980, a drugi miał stoczyć pojedynek barażowy z mistrzem Urugwaju. Z ligi spadł jeden klub, a na jego miejsce awansowały dwa kluby, dlatego liga zwiększona została z 13 do 14 klubów.

## Primera División

### Końcowa tabela sezonu 1979
| Poz | Klub                      | Mecze | Zw | Rem | Por | Pkt | BrZd | BrStr |
| --- | ------------------------- | ----- | -- | --- | --- | --- | ---- | ----- |
| 1   | CA Peñarol                | 24    | 19 | 3   | 2   | 41  | 47   | 12    |
| 2   | Club Nacional de Football | 24    | 17 | 4   | 3   | 38  | 53   | 18    |
| 3   | Fénix Montevideo          | 24    | 10 | 7   | 7   | 27  | 23   | 18    |
| 4   | Defensor Sporting         | 24    | 9  | 8   | 7   | 26  | 30   | 26    |
| 5   | River Plate Montevideo    | 24    | 8  | 9   | 7   | 25  | 25   | 30    |
| 6   | Huracán Buceo Montevideo  | 24    | 8  | 6   | 10  | 22  | 23   | 23    |
| 7   | Montevideo Wanderers      | 24    | 7  | 8   | 9   | 22  | 26   | 28    |
| 8   | CA Bella Vista            | 24    | 6  | 9   | 9   | 21  | 33   | 37    |
| 9   | Sud América Montevideo    | 24    | 7  | 6   | 11  | 20  | 28   | 39    |
| 10  | CA Cerro                  | 24    | 6  | 7   | 11  | 19  | 24   | 35    |
| 11  | Danubio FC                | 24    | 4  | 9   | 11  | 17  | 20   | 28    |
| 12  | Liverpool Montevideo      | 24    | 5  | 7   | 12  | 17  | 19   | 37    |
| 13  | Rentistas Montevideo      | 24    | 3  | 11  | 10  | 17  | 16   | 36    |

### Klasyfikacja strzelców bramek
| Gole | Piłkarz            | Klub                      |
| ---- | ------------------ | ------------------------- |
| 19   | Waldemar Victorino | Club Nacional de Football |